# Yūsuf al-Basīr
Abū Yaʿqūb Yūsuf ibn Ibrāhīm al-Basīr (arabisch أبو يعقوب يوسف بن إبراهيم البصير, DMG Abū Yaʿqūb Yūsuf ibn Ibrāhīm al-Baṣīr), eigentlich Josef ben Avraham ha-Roe (* um 960–970; † um 1040) war ein jüdischer Philosoph und Theologe der jüdischen Religionsgemeinschaft der Karäer. Obwohl er blind war, wurde er als "ha-Ro'eh" ("der Seher") bezeichnet. Trotz dieser Behinderung unternahm er viele Reisen und diskutierte über seine Werke. Er gilt als einer der größten Autoritäten der Karäer.
Eine zweisprachige Ausgabe, Judäo-arabisch – Deutsch, des Werks "Das Buch der Unterscheidung" ist als Band 5 in der ersten Serie der Herders Bibliothek der Philosophie des Mittelalters erschienen.

## Werke
- Muhtawi, als Sefer ha-Ne'imot oder Zikron ha-Datot ins Hebräische übersetzt. Die arabische Handschrift ist in der Bibliothek von David Kaufmann, die Übersetzung gibt es in mehreren europäischen Bibliotheken.
- Al-Tamyiz, auch Al-Mansuri genannt. Es wurde von Tobiah ben Moses unter dem Titel Mahkimat Peti ins Hebräische übersetzt.